# Middlebourne (Nyugat-Virginia)
Middlebourne település az Amerikai Egyesült Államok Nyugat-Virginia államában, Tyler megyében, melynek megyeszékhelye is. Lakosainak száma 717 fő (2020. április 1.).

## Népesség
A település népességének változása:

| 2010 | 815 |
| 2020 | 717 |